# Lovisa Karlsson (friidrottare)
Lovisa Emilia Elisabet Karlsson, född 15 januari 2000 i Kalmar, är en svensk friidrottare med specialisering på mångkamp och häcklöpning. Hon tävlar för Ölandsklubben Högby IF.

## Biografi
Karlsson är uppväxt på Öland men bor numera i Kalmar och Växjö där hon tränar och studerar på Linnéuniversitetet. Hon började att träna friidrott vid tolv års ålder. 2015 tog hon guld i mångkamp både inomhus och utomhus i svenska ungdomsmästerskapen i femtonårsklassen. Som sextonåring togs hon ut till första internationella mästerskap, ungdomseuropamästerskapen 2016 i Tbilisi, Georgien. Hon tävlade där i längdhopp och blev tvåa i kvalet med en personlig bästa notering på 6,19. I finalen hoppade hon 6,06 vilket räckte till en femteplats.
Hennes första medalj i svenska seniormästerskap kom då hon tog silver i Mångkamps SM inomhus 2019 i Uppsala. Det var även första gången hon tog sig över 4000 poäng i femkamp.
Karlsson vann sitt första SM-guld i Svenska mästerskapen i friidrott 2020, i grenen 100 meter häck.
I februari 2022 vid inomhus-SM tog Karlsson guld i femkamp med ett personbästa på 4 244 poäng. Hon tog även silver på 60 meter häck efter ett lopp på 8,34 sekunder.
2024 sluta Karlsson på tionde plats i sjukamp på Europamästerskapen i friidrott 2024 efter att ha slagit personligt rekord med 6 146 poäng.

## Personliga rekord

### Utomhus, sjukamp och dess grenar[28]
| Gren       | Resultat    | Plats              | Datum         | Virtuell bästa serie |
| ---------- | ----------- | ------------------ | ------------- | -------------------- |
| Sjukamp    | 6 146 poäng | Rom, Italien       | 7-8 juni 2024 | 6 276 p              |
| 100 m häck | 13,08       | Milos, Grekland    | 11 maj 2024   | 1 033 p              |
| Höjdhopp   | 1,77        | Lerum, Sverige     | 15 maj 2022   | 941 p                |
| Kula       | 12,43       | Brescia, Italien   | 27 april 2024 | 690 p                |
| 200 meter  | 23,99       | Rom, Italien       | 7 juni 2024   | 1037 p               |
| Längdhopp  | 6,47        | Brescia, Italien   | 28 april 2024 | 1023 p               |
| Spjut      | 39,46       | Ratingen, Tyskland | 8 maj 2022    | 657 p                |
| 800 meter  | 2:15,94     | Rom, Italien       | 8 juni 2024   | 895 p                |

| - Tresteg – 12,24 (Stockholm, 19 juni 2016) - Diskus – 26,62 (Växjö, 11 september 2020) - Slägga – 29,93 (Växjö, 11 september 2020) | Inomhus [ 28 ] Femkampsgrenar 800 meter – 2.28,81 ( Örebro , Sverige , 6 februari 2022 ) 60 meter häck – 8,21 ( Karlstad , Sverige, 18 februari 2024 ) Höjd – 1,81 ( Norrköping , Sverige, 26 januari 2019 ) Längd – 6,55 ( Karlstad , Sverige, 18 februari 2024 ) Kula – 12,27 (Örebro, Sverige, 6 februari 2022) Femkamp – 4 244 p. ( Örebro , Sverige, 6 februari 2022) Övriga grenar 60 meter – 8,24 ( Växjö , Sverige, 3 februari 2018) 200 meter – 25,91 ( Malmö , Sverige 29 januari 2017 ) Tresteg – 12,39 ( Göteborg , Sverige 18 februari 2017) |